# One Bull
One Bull est un guerrier sioux lakota né vers 1853 et mort le 23 juin 1947, principalement connu pour être le neveu de Sitting Bull. Il se présenta également comme son fils adoptif, ce qui chez les Lakotas est impossible (on n'adopte pas de membre de sa famille). Également frère de White Bull, il participa à la bataille de Little Bighorn en 1876. Après la bataille, One Bull partit au Canada avec Sitting Bull et fut l'un des derniers à effectuer sa reddition en 1881. L'arrière-petit-fils de Sitting Bull, Ernie Lapointe, rapporte qu'il aurait averti les autorités américaines de la décision de son ancêtre de quitter sa réserve, entraînant les événements ayant abouti à sa mort.